# رنچنو
رنچنو (به لهستانی:  Ręczno) یک روستا در لهستان است که در گمینا رنچنو واقع شده‌است. رنچنو ۶۹۰ نفر جمعیت دارد.